# شيترال
شيترال أو شيترار ((بالأردوية: چترال)‏, (بالكهوار: چھترار)‏)، هي عاصمة منطقة شيترال، وتقع على الضفة الغربية ل نهر شيترال (وتسمى أيضا كونار نهر)، في خيبر باختونخوا ، باكستان. وكانت أيضا عاصمة لدولة أمارة شيترال حتى عام 1969. وتقع البلدة على سفح تيريش مير، وأعلى قمة في جبال هندوكوش، وهو25,289 قدم (7,708 م). ويبلغ عدد سكانها 20,000. ويرتفع مستوى الوادي 3,700 قدم (1,100 م).

## روابط خارجية
- الموقع الرسمي
- Government of Khyber-Pakhtunkhwa
- Khyber-Pakhtunkhwa Government website section on Lower Dir
- Dir Maps
- United Nations

قالب:Chitral-Union-Councils